# Claudio Fonseca
Cláudio dos Santos Fonseca (nacido el 22 de enero de 1991 en Lisboa) es un jugador de baloncesto profesional portugués, que actualmente pertenece a la plantilla del Sporting Clube de Portugal de la Liga Portuguesa de Basquetebol. Con 2,06 metros de altura juega en la posición de pívot.

## Trayectoria
Claudio se formó en el Valencia Basket con el que llegó a debutar en la Liga ACB. Fonseca cuenta con experiencia en ligas FEB, habiendo disputado dos temporadas en Leb Plata, una con el Peñas Huesca (08/09) y otra con el Plasencia Extremadura (11/12) y otras tres temporadas en liga EBA.
Más tarde, el pívot ha estado militando en las filas del Benfica portugués durante tres temporadas, y en la última promedió 8'5 puntos, 4'9 rebotes y 1'8 tapones por encuentro.
En febrero de 2016, se incorpora al Palma Air Europa, tras disputar la fase de clasificación para el Eurobasket con la Selección de baloncesto de Portugal.